# Diancecht
Dans la mythologie celtique irlandaise Diancecht est le dieu-médecin des Tuatha Dé Danann. Son nom qui signifie : « prise rapide » évoque la précision de sa magie et l’efficacité de sa médecine. Sa fonction relève des trois classes du schéma indo-européen (sacerdotale, guerrière, artisanale), tel qu’il a été étudié par Georges Dumézil.

## Mythologie

### Hiérarchie des Tuatha Dé Danann[1]
- hors classe : 
- Lug Samildanach (dieu primordial)

 - fonction sacerdotale : 
- Dagda (dieu-druide)

 - fonction guerrière : 
- Ogme (dieu de la magie guerrière)
- Nuada (royauté)

 - fonction artisanale : 
- Goibniu (dieu forgeron)
- Credne (dieu bronzier)
- Luchta (dieu charpentier)

 - participent aux trois fonctions : 
- Diancecht (dieu-médecin) père de Airmed, Miach et Oirmiach
- Mac Oc ou Oengus (jeunesse)

 - déesse féminine unique connue sous les formes : 
- Brigit (déesse des poètes, des forgerons et des médecins)
- Étain ou Eithne (reine d’Irlande, mère de tous les dieux)
- Boand (autre nom de Brigit, déesse éponyme de la Boyne)
- Mórrígan (déesse guerrière, ou bien de la souveraineté)

### Diancecht
Il est le fils d'Easarg et le père de Cian, donc le grand-père de Lug. Il a aussi une fille Airmed (« la Mesure »), et deux autres fils Miach (« le boisseau ») et Ormiach (jumeau-doublon du précédent).
Dans le récit du « Cath Maighe Tuireadh » (bataille de la plaine des piliers) il soigne et rétablit les blessés, il ressuscite les morts en les immergeant dans la Fontaine de Santé tout en chantant des incantations rituelles et magiques ; Airmed collecte les plantes médicinales destinées à la Fontaine. Lorsque Nuada Airgetlam a le bras sectionné dans la première bataille, il lui fabrique une prothèse en argent pour effacer l’infirmité et lui redonner la Souveraineté. Par la suite, par jalousie, il tue son fils Miach qui avait greffé le bras coupé de Nuada. C'est un dieu vindicatif et belliqueux.

## Compléments